# AMD Phenom II
Der Phenom II von AMD ist ein Mehrkernprozessor für Desktop-Computer; er ist ein Vertreter der K10-Generation. AMD wechselte mit dem Phenom II bei der Namensgebung zunächst von einem vier- auf ein dreiziffriges System.

## Geschichte
Die ersten Modelle des Phenom II stellte AMD am 8. Januar 2009 vor. Phenom II X4 920 und 940 waren für den Sockel AM2+ vorgesehen, so dass auch der DDR3-Speicherkontroller deaktiviert wurde. Erst der Phenom II X4 810 war das erste Modell, welches am 9. Februar 2009 für den Sockel AM3 auf den Markt kam.
Am 27. April 2010 stellte AMD die beiden neuen Prozessoren der Thuban-Reihe vor. Diese haben sechs Prozessorkerne und ein Feature namens Turbo Core, welches den Takt von bis zu drei Kernen von 2,8 auf 3,3 GHz bzw. von 3,2 auf 3,6 GHz erhöht. Damit die Kerne ihren Takt erhöhen können, müssen sich mindestens drei Kerne im C1-Schlafmodus (Halt) befinden.

## Errata
Bei CPUs im C2-Stepping wird empfohlen, bei Nutzung von DDR3-1333 nur einen DIMM pro Speicherkanal (Dual-Channel) zu verbauen, oder bei voller Bestückung, also zwei DIMMs pro Kanal, nur DDR3-1066 zu verbauen bzw. den DDR3-1333-Takt auf DDR3-1066-Takt herabzusetzen, da es im C2-Stepping bei Vollbestückung mit DDR3-1333 zu unzuverlässigen Operationen kommen kann. Im C3-Stepping wird auch ein zuverlässiger Betrieb bei Vollbestückung mit DDR3-1333 gewährleistet.

## Sonstiges
Bei den Zwei- und Dreikernprozessoren der Phenom II Serie (Callisto und Heka) handelt es sich tatsächlich um 4-Kern-Prozessoren, bei denen ein bzw. zwei Kerne sowie deren L1- und L2-Cache deaktiviert wurden. Ursprünglich sollten so Prozessoren mit defekten Kernen verkäuflich gemacht werden, um die Menge an Ausschussware zu reduzieren. Anscheinend werden jedoch recht häufig auch funktionsfähige Kerne deaktiviert. Mit einigen Mainboard/Bios-Konfigurationen lassen sich diese Kerne wieder aktivieren. Wenn sie nicht aufgrund von Fehlern deaktiviert worden sind, können sie im regulären Betrieb genutzt werden.

## Nachfolger
Die Fertigung der Prozessorreihe wurde mit der Umstellung der Fabriken bei Globalfoundries auf die 32-nm-Fertigung im Jahre 2011 eingestellt. Die Phenom-II-Prozessoren wurden danach durch die AMD-FX-Prozessoren abgelöst. Diese sind aus technischer Sicht allerdings keine direkten Nachfolger, da sich deren Prozessormikroarchitektur gravierend von derjenigen der Phenom-II-Prozessoren unterscheidet.

## Modelldaten

### Sechskernprozessoren

#### Thuban

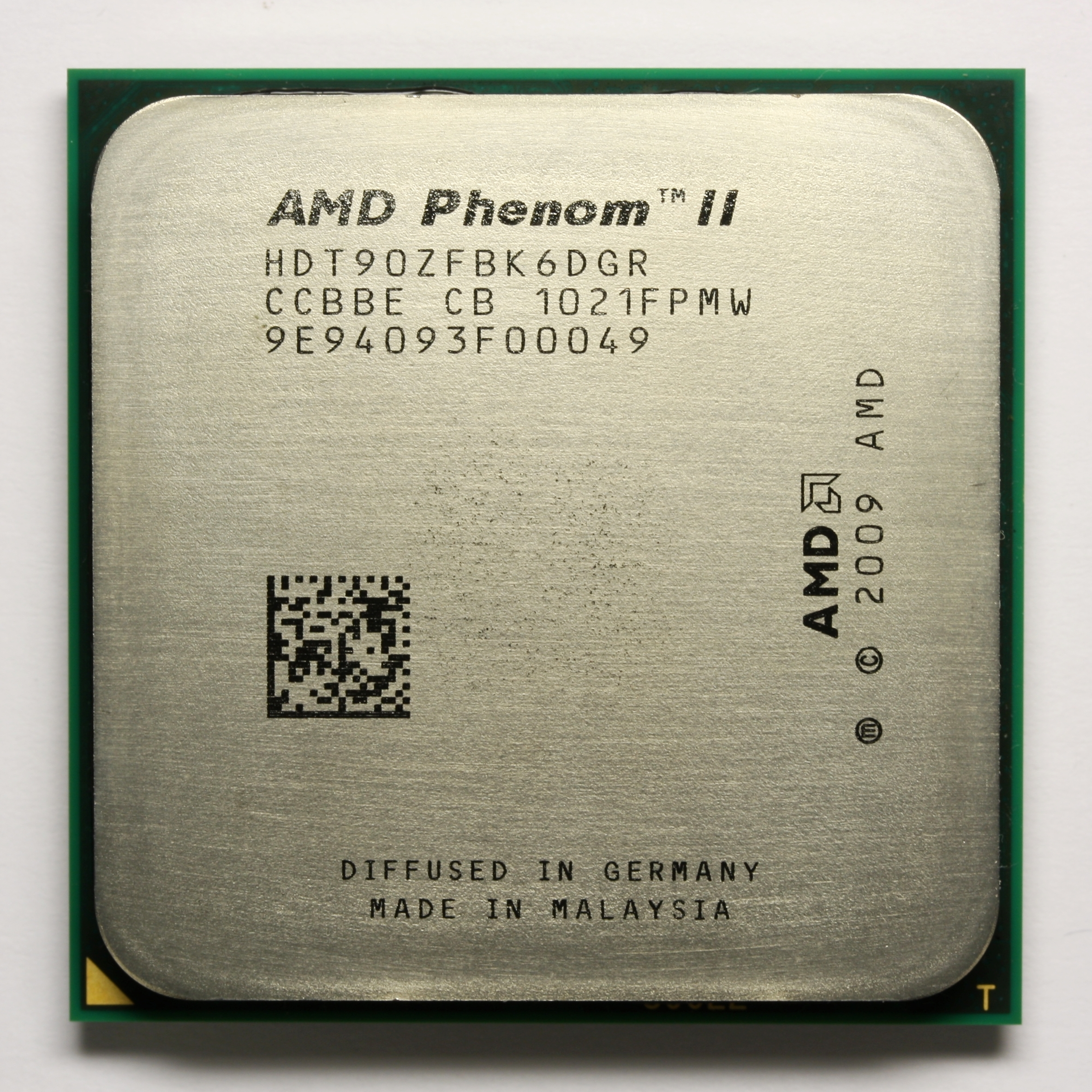
AMD Phenom II X6 1090T für den Sockel AM3

- Verkaufsname: Phenom II X6
- Sechskernprozessor (Hexa-Core)
- Revision: E0
- L1-Cache: je Kern 64 + 64 KiB (Daten + Instruktionen), 2-fach assoziativ
- L2-Cache: je Kern 512 KiB mit Prozessortakt, 16-fach assoziativ
- L3-Cache: 6144 KiB mit 2 GHz, shared, 48-fach assoziativ
- MMX, Extended 3DNow!, SSE, SSE2, SSE3, SSE4a, AMD64, Cool’n’Quiet 3.0, NX-Bit, AMD-V, Turbo Core
- HyperTransport 3.0 mit 2000 MHz (HT4000)
- Sockel AM2+, DDR2-Speichercontroller: Dual Channel, Unterstützung bis zu DDR2-1066
- Sockel AM3, DDR3-Speichercontroller: Dual Channel, Unterstützung bis zu DDR3-1333
- Fertigungstechnik: 45 nm (SOI), Immersionslithografie
- Die-Größe: 346 mm² bei 904 Millionen Transistoren
- Taktfrequenzen: 2,6–3,3 GHz
- Modelle: Phenom II X6 1035T bis 1100T Black Edition, X4 960T Black Edition

### Vierkernprozessoren

#### Deneb

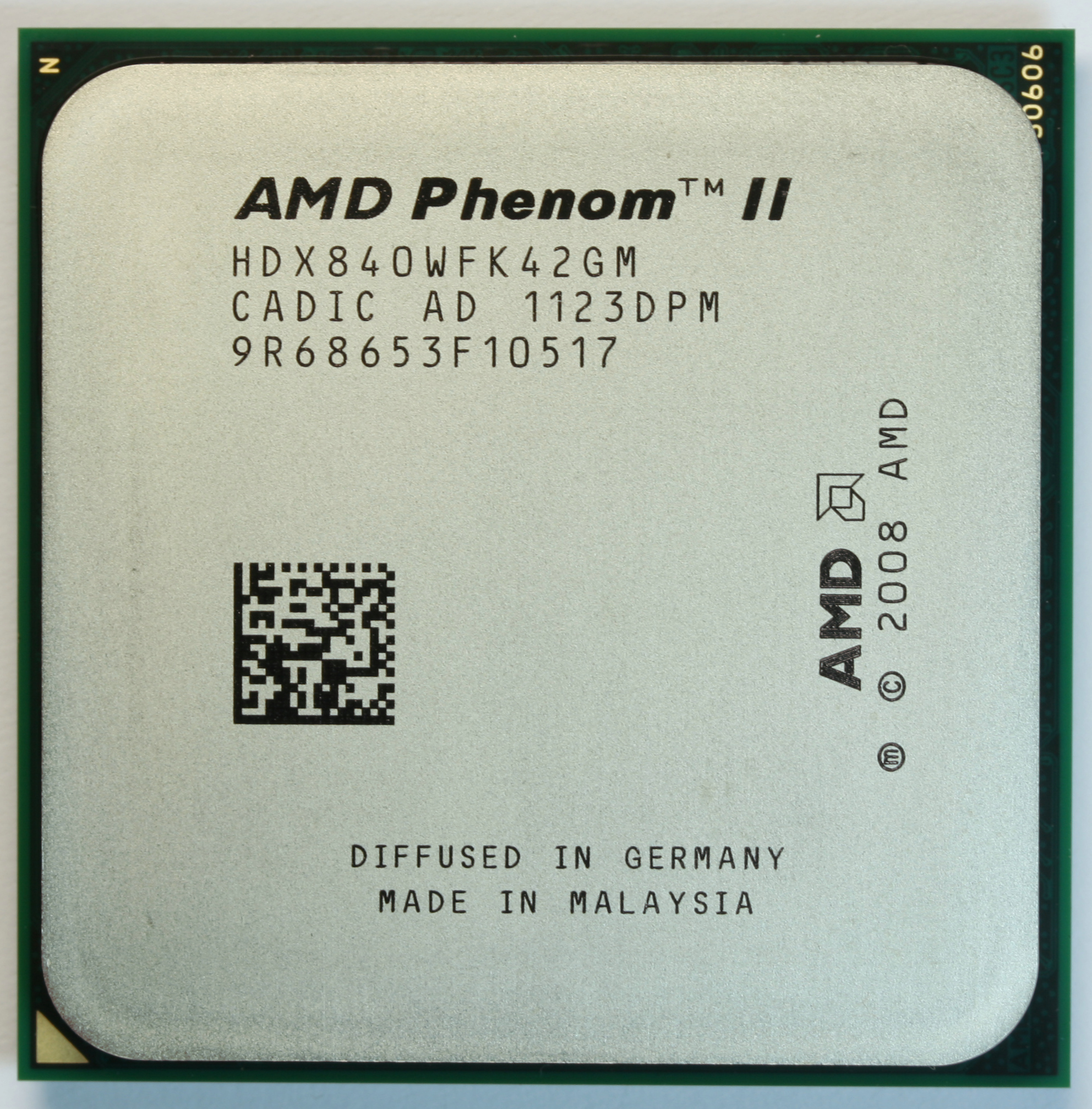
AMD Phenom II X4 840 für den Sockel AM3

- Verkaufsname: Phenom II X4
- Vierkernprozessor (Quad-Core)
- Revision: C2, C3
- L1-Cache: je Kern 64 + 64 KiB (Daten + Instruktionen), 2-fach assoziativ
- L2-Cache: je Kern 512 KiB mit Prozessortakt, 16-fach assoziativ
- L3-Cache: 6144 KiB mit 1,8 – 2,0 GHz, shared, 48-fach assoziativ (bei einigen Modellen nicht komplett freigeschaltet)
- MMX, Extended 3DNow!, SSE, SSE2, SSE3, SSE4a, AMD64, Cool’n’Quiet 3.0, NX-Bit, AMD-V
- HyperTransport 3.0 mit 1800 MHz (HT3600) oder 2000 MHz (HT4000)
- Sockel AM2+, DDR2-Speichercontroller: Dual Channel, Unterstützung bis zu DDR2-1066
- Sockel AM3, DDR3-Speichercontroller: Dual Channel, Unterstützung bis zu DDR3-1333 (nicht vorhanden bei den Modellen X4 920 und X4 940)
- Fertigungstechnik: 45 nm SOI, Immersionslithografie
- Die-Größe: 258 mm² bei 758 Millionen Transistoren
- Taktfrequenzen: 2,5–3,7 GHz
- Modelle: Phenom II X4 805 bis 980 Black Edition außer 960T (Thuban mit zwei deaktivierten Kernen) und außer X4 840 und 850 (Propus mit fehlendem L3-Cache)

### Dreikernprozessoren

#### Heka
- Verkaufsname: Phenom II X3
- Dreikernprozessor (Triple-Core), ein Deneb-Quadcore mit einem deaktivierten Kern
- Revision: C2
- L1-Cache: je Kern 64 + 64 KiB (Daten + Instruktionen), 2-fach assoziativ
- L2-Cache: je Kern 512 KiB mit Prozessortakt, 16-fach assoziativ
- L3-Cache: 6144 KiB mit 2 GHz, shared, 48-fach assoziativ
- MMX, Extended 3DNow!, SSE, SSE2, SSE3, SSE4a, AMD64, Cool’n’Quiet 3.0, NX-Bit, AMD-V
- HyperTransport 3.0 mit 2000 MHz (HT4000)
- Sockel AM2+, DDR2-Speichercontroller: Dual Channel, Unterstützung bis zu DDR2-1066
- Sockel AM3, DDR3-Speichercontroller: Dual Channel, Unterstützung bis zu DDR3-1333
- Fertigungstechnik: 45 nm SOI, Immersionslithografie
- Die-Größe: 258 mm² bei 758 Millionen Transistoren
- Taktfrequenzen: 2,5–3,0 GHz
- Modelle: Phenom II X3 705e bis 740 Black Edition

### Zweikernprozessoren

#### Callisto
- Verkaufsname: Phenom II X2
- Doppelkernprozessor (Dual-Core), ein Deneb-Quadcore mit zwei deaktivierten Kernen
- Revision: C2, C3
- L1-Cache: je Kern 64 + 64 KiB (Daten + Instruktionen), 2-fach assoziativ
- L2-Cache: je Kern 512 KiB mit Prozessortakt, 16-fach assoziativ
- L3-Cache: 6144 KiB mit 2 GHz, shared, 48-fach assoziativ
- MMX, Extended 3DNow!, SSE, SSE2, SSE3, SSE4a, AMD64, Cool’n’Quiet 3.0, NX-Bit, AMD-V
- HyperTransport 3.0 mit 2000 MHz (HT4000)
- Sockel AM2+ DDR2-Speichercontroller: Dual Channel, Unterstützung bis zu DDR2-1066
- Sockel AM3, DDR3-Speichercontroller: Dual Channel, Unterstützung bis zu DDR3-1333
- Fertigungstechnik: 45 nm SOI, Immersionslithografie
- Die-Größe: 258 mm² bei 758 Millionen Transistoren
- Taktfrequenzen: 3,0–3,4 GHz
- Modelle: Phenom II X2 545 bis 565 Black Edition